# Trhanov
Trhanov (v chodském nářečí Tranovo, německy Chodenschloß) je obec v západní části okresu Domažlice v Plzeňském kraji. Rozkládá se v podhůří Českého lesa pod horou Hrádek (585 m). Leží asi sedm kilometrů západně od Domažlic, tři kilometry jižně od Klenčí pod Čerchovem a asi jedenáct kilometrů východně od česko-německého hraničního přechodu Lísková/Waldmünchen. Obec na západě stavebně splývá se sousední vesnicí Chodov. V obci žije 523 obyvatel.

## Historie
Poprvé je Trhanov připomínán v roce 1621. V letech 1676–1677 si zde nechal tehdejší majitel panství Wolf Maxmilián Laminger z Albenreuthu (alias Lomikar) vybudovat své sídlo – barokní zámek. Ten se později stal symbolem útlaku chodského lidu, který vyvrcholil 28. listopadu 1695 v Plzni popravou chodského vůdce Jana Sladkého Koziny. Lomikar o rok později na tomto zámku zemřel, k čemuž se váže známá chodská pověst o tom, že si pro něj „do roka a do dne“ přišel Kozinův duch, aby ho odvedl na „boží súd“. Trhanovský zámek byl naposledy přestavován po požáru v roce 1810.
V roce 1910 byla prodloužena podčeskoleská železniční trať z Tachova do Domažlic a Trhanov tak získal železniční spojení. Po první světové válce došlo k rozvoji průmyslu, který pokračoval i za komunismu. Z toho důvodu bylo tehdy postaveno velké množství nových domů (zejména betonových bytovek), díky nimž v sedmdesátých letech 20. století Trhanov stavebně splynul se sousedním Chodovem. Obě obce si ale dosud zachovaly samostatnost.

## Současnost
V objektu zámku dnes sídlí pošta, obecní úřad a škola v přírodě. V obci se nacházejí prodejny potravin a zrekonstruovaná restaurace. Obec nemá příliš velké ubytovací kapacity. Místní děti dojíždějí do základní školy do Chodova nebo do Klenčí pod Čerchovem, mateřská škola je přímo v Trhanově. Z hlediska technické vybavenosti má obec vodovod, kanalizaci, Sbor dobrovolných hasičů a je plynofikována. V prostoru hranic katastrů Chodova a Trhanova se nacházejí různé průmyslové (zejm. dřevozpracující) podniky.

## Statistiky

### Obyvatelstvo
Národnostní složení obyvatel je podle údajů ze SLBD 2001 relativně jednotné. 93,8 % obyvatel jsou Češi a 2,2 % obyvatel se hlásí k národnosti slovenské. Zanedbatelný je počet Němců (2), Ukrajinců (2), resp. Moravanů (1). Procentuální zastoupení dětí do 15 let činí 15,1 %, což je lehce nad republikovým průměrem.
| Rok            | 1869 | 1880 | 1890 | 1900 | 1910 | 1921 | 1930 | 1950 | 1961 | 1970 | 1980 | 1991 | 2001 | 2011 | 2021 |
| -------------- | ---- | ---- | ---- | ---- | ---- | ---- | ---- | ---- | ---- | ---- | ---- | ---- | ---- | ---- | ---- |
| Počet obyvatel | 599  | 548  | 516  | 576  | 534  | 672  | 465  | 466  | 451  | 521  | 591  | 500  | 544  | 547  | 537  |
| Počet domů     | 56   | 65   | 59   | 59   | 63   | 63   | 81   | 85   | 92   | 113  | 124  | 138  | 156  | 168  | 182  |

### Zaměstnanost
V roce 2001 žilo v Trhanově 282 ekonomicky aktivních občanů (to bylo 51,8 % celkového počtu obyvatel). Z tohoto počtu bylo pouhých 4,6 % nezaměstnaných. Největší podíl zaměstnaného obyvatelstva pracuje v průmyslu (41,8 %), následuje školství a zdravotnictví (9,2 %), zemědělství a lesnictví (8,8 %) a obchod (7,8 %).

### Domy
Celkový počet domů v obci je 156, z čehož 133 (85,3 %) jsou domy obydlené.

### Katastr
Výměra katastru obce byla v roce 2004 213 ha. Z toho 74,6 % tvoří zemědělská půda, 16,0 % ostatní plochy a 4,7 % zastavěné plochy.

## Obecní správa
V letech 1869–1921 Trhanov byl jako osada obce k Chodovu v okrese Domažlice. Od roku 1930 je obcí.

### Části obce
- Trhanov
- Pila

### Obecní symboly
Znak a vlajka byly obci uděleny rozhodnutím předsedy Poslanecké sněmovny Parlamentu České republiky dne 5. března 2015.

## Doprava
Trhanov leží na silnici II. třídy 195 z Boru přes Stráž, Hostouň, Poběžovice a Klenčí pod Čerchovem na křižovatku se silnicí I/26 u Havlovic. Na tuto silnici II. třídy se v obci napojují silnice III. třídy od Chodova a Pece.
Obec má železniční spojení regionální drahou 184 Planá u Mariánských Lázní – Domažlice. V obci je železniční zastávka, zastávka je i v části Pila.
V centru obce (před zámkem) se nachází významná autobusová zastávka. Křižují se tam místní autobusové linky Díly – Trhanov – Domažlice, Pec – Klenčí pod Čerchovem – Díly – Domažlice a Nemanice – Klenčí pod Čerchovem – Domažlice.

## Volby 2006
| Strana  | Počet hlasů | Procent |
| ------- | ----------- | ------- |
| ČSSD    | 109         | 35,16   |
| ODS     | 104         | 33,54   |
| KSČM    | 52          | 16,77   |
| KDU-ČSL | 18          | 5,80    |
| SZ      | 16          | 5,16    |

## Pamětihodnosti
- Zámek Trhanov
- Výklenková kaplička
- Boží muka

## Významní občané
- Volf Maximilián Lamingen z Albenreuthu – Lomikar  (1634–1696), český šlechtic německé národnosti, majitel panství
- Josef Thomayer (1853–1927), lékař, univerzitní profesor a spisovatel
- Zdeňka Psůtková (1929–2001), překladatelka
- Josef Císler (1870–1931), lékař, profesor a spisovatel

## Galerie

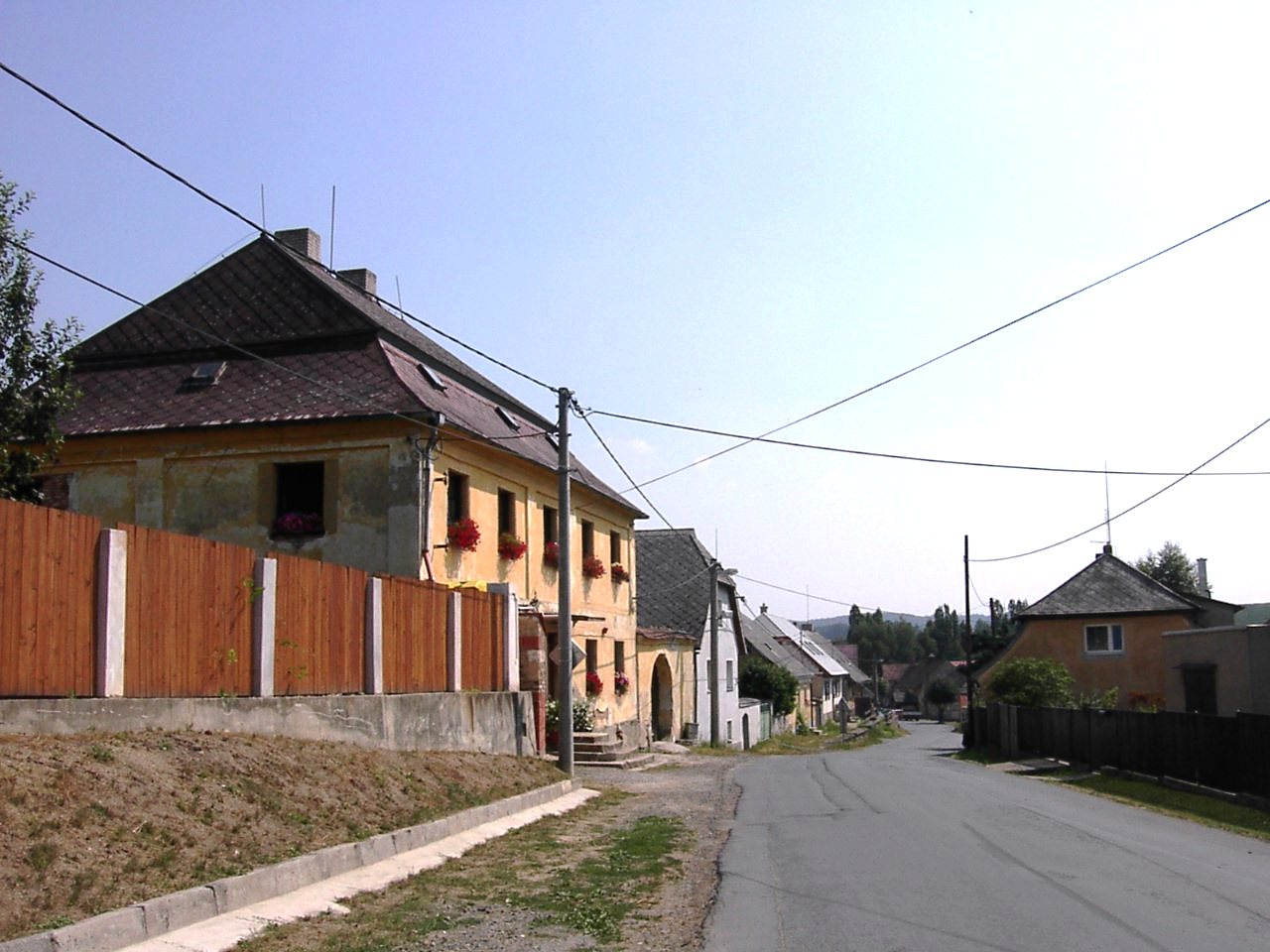
Domy u silnice z Trhanova do Chodova.
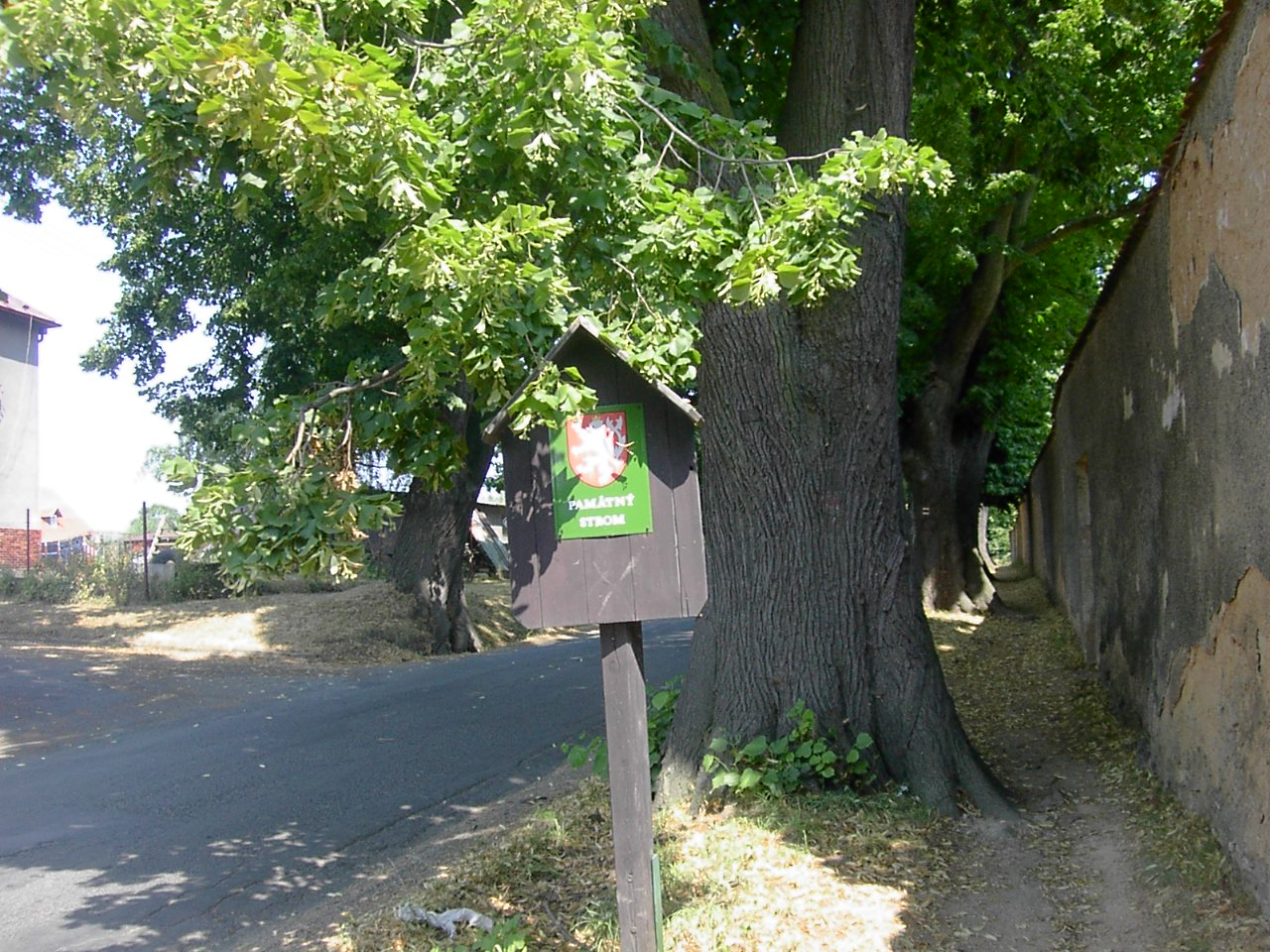
Lomikarova alej podél silnice z Trhanova do Klenčí pod Čerchovem.
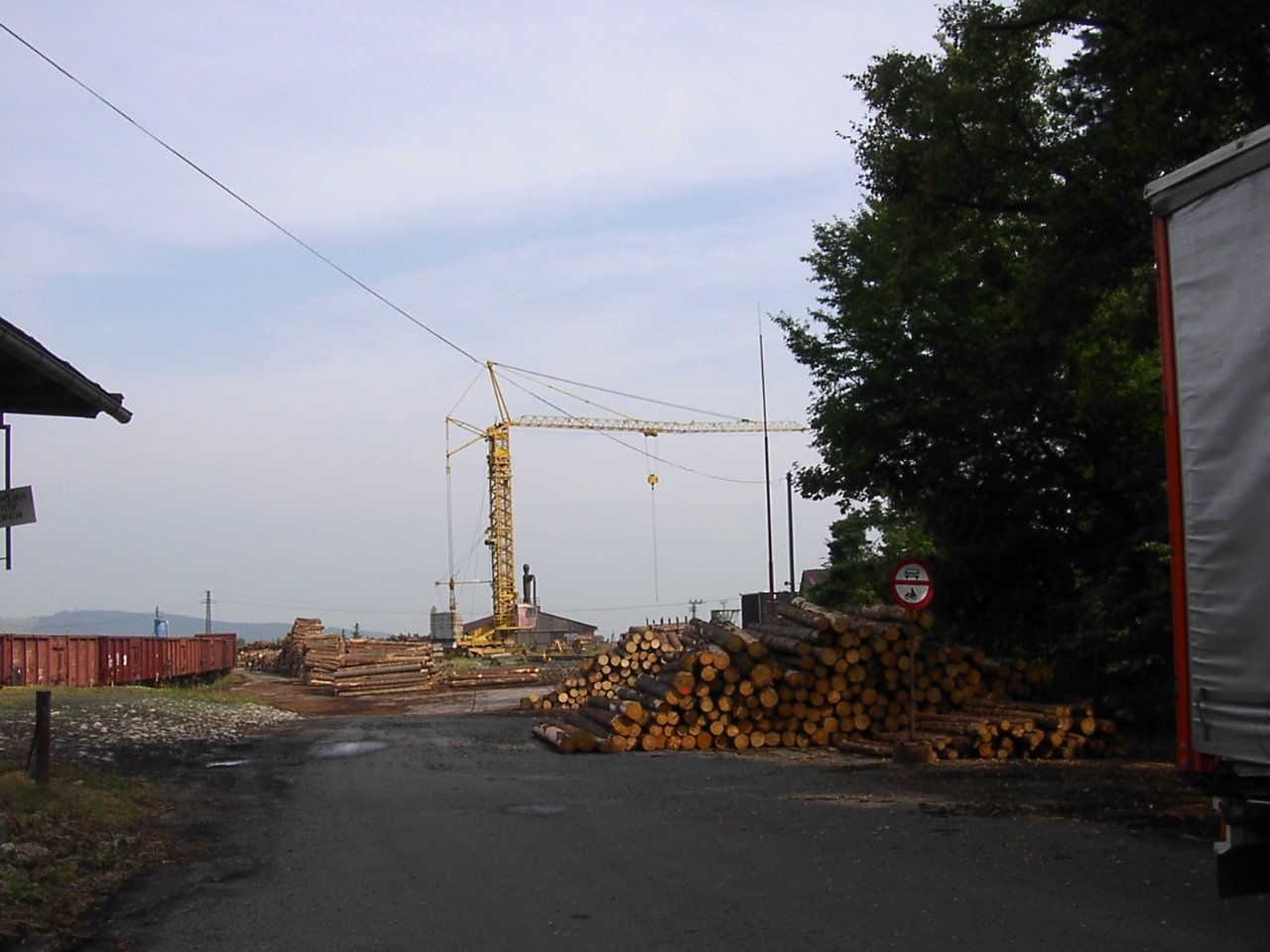
Pila u nádraží v Trhanově.
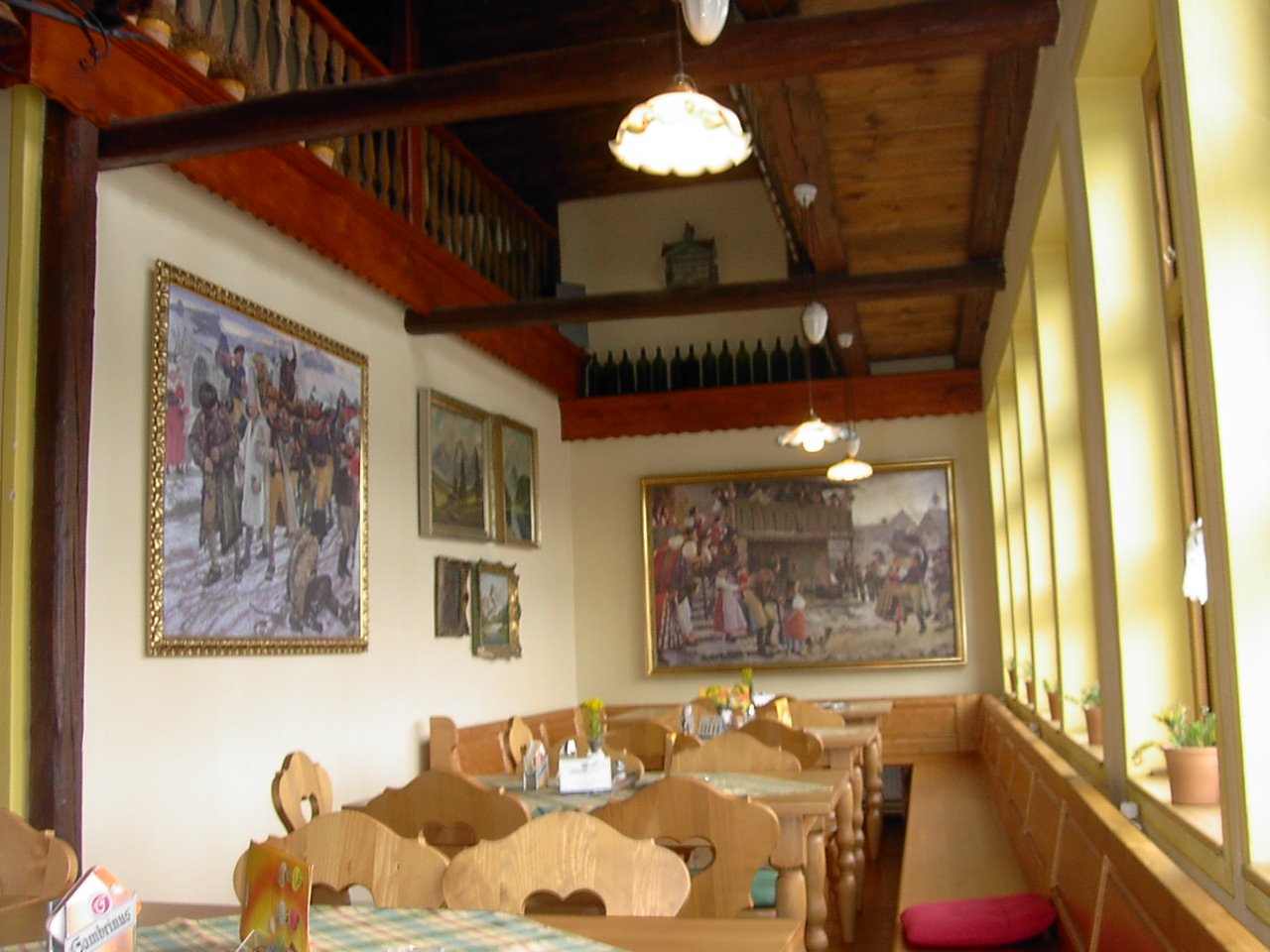
Interiér nově zrekonstruované restaurace v Trhanově.
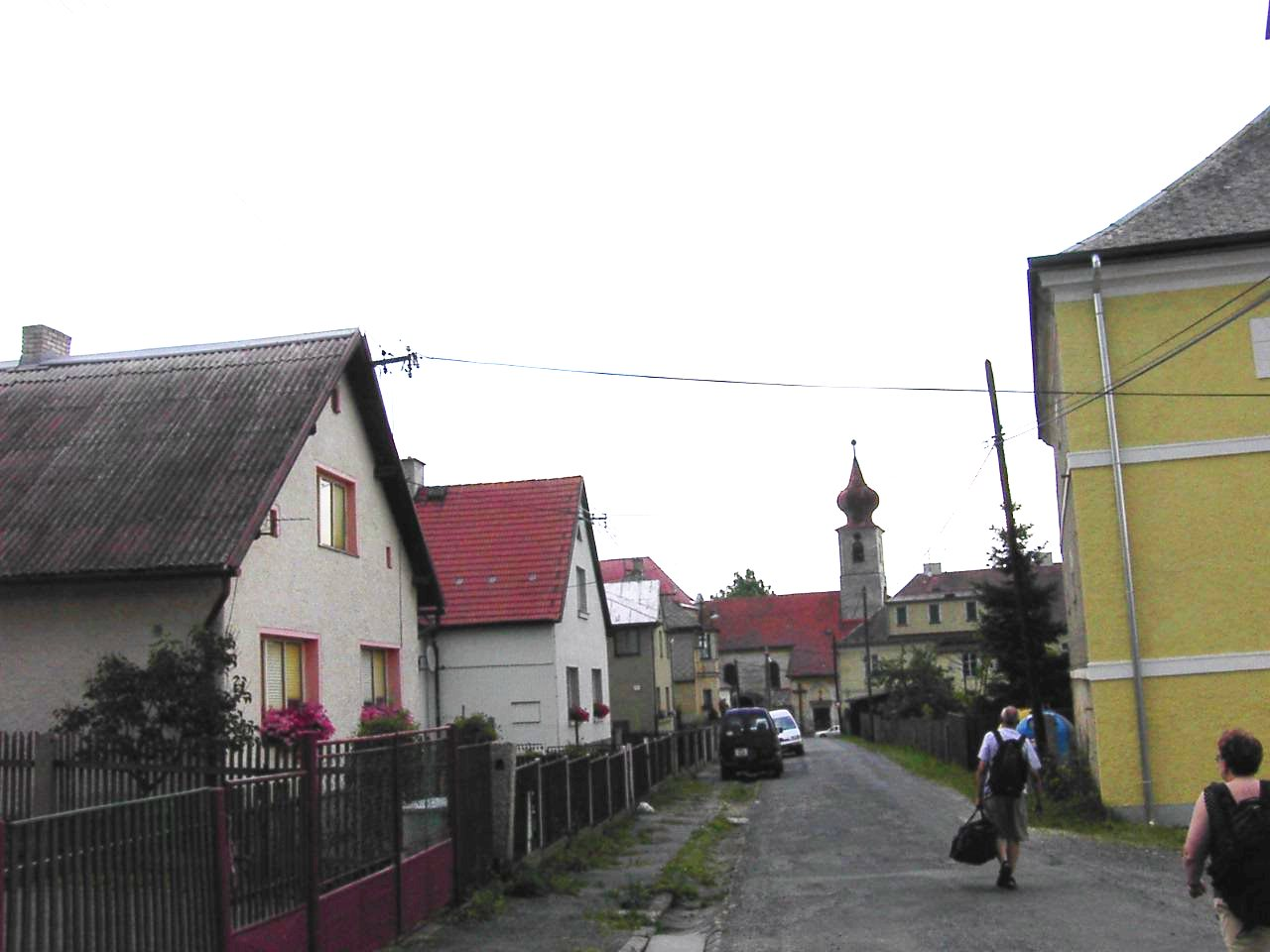
Cesta od trhanovského nádraží k zámku.